# Ctenotus uber
Ctenotus uber (плямистий гребневухий сцинк) — вид сцинкоподібних ящірок родини сцинкових (Scincidae). Ендемік Австралії.

## Підвиди
Виділяють два підвиди:
- Ctenotus uber johnstonei Storr, 1980 — північний схід Західної Австралії, сусідні райони Північної Території;
- Ctenotus uber uber Storr, 1969 — центр і південь Західної Австралії.

## Поширення й екологія
Плямисті гребневухі сцинки мешкають у пустельних внутрішніх районах Західної Австралії, а також у сусідніх районах Північної Території. Вони живуть у саванах, на луках і в чагарникових заростях, серед невеликих скельних виступів.